# Parlamentswahl in Frankreich 2017
- PCF: 10
- FI: 17
- DVG: 12
- EELV: 1
- PS: 30
- PRG: 3
- LREM: 308
- MoDem: 42
- DIV: 3
- REG: 5
- UDI: 18
- DVD: 6
- LR: 112
- DLF: 1
- FN: 8
- EXD: 1

Die Parlamentswahl in Frankreich 2017 fand am 11. und 18. Juni 2017 statt. In zwei Wahlgängen wurden die 577 Abgeordneten der 15. Nationalversammlung der Fünften Republik bestimmt. Bei der Präsidentschaftswahl am 7. Mai 2017 wenige Wochen zuvor hatte sich Emmanuel Macron in der Stichwahl gegen Marine Le Pen vom Front National durchgesetzt. Macrons Partei La République en Marche erreichte bei der Wahl mit 308 Sitzen die absolute Mehrheit. Die Wahlbeteiligung lag in beiden Runden auf einem historischen Tiefstand.

## Wahlmodus
Die Abgeordneten werden nach einem Mehrheitswahlrecht in zwei Wahlgängen gewählt. Im ersten Wahlgang ist ein Abgeordneter eines Wahlkreises gewählt, wenn er mehr als die Hälfte der gültigen Stimmen erreicht hat, sofern seine Stimmenzahl mindestens 25 % der Zahl der Wahlberechtigten des Wahlkreises beträgt. Sollte dies kein Kandidat erreichen, so rücken diejenigen Kandidaten, die wenigstens die Stimmen von 12,5 % der Wahlberechtigten des Wahlkreises auf sich vereinigen konnten, in den zweiten Wahlgang vor; immer jedoch mindestens die zwei Kandidaten, welche die meisten der abgegebenen Stimmen im ersten Wahlgang erzielen konnten. Im zweiten Wahlgang reicht dann die relative Mehrheit.
Der Wahlmodus ist der gleiche wie bei der letzten Wahl. Ursprünglich hatte Präsident François Hollande die Einführung einer proportionellen Parlamentswahl in seinem Wahlprogramm der Präsidentschaftswahl 2012 versprochen. Dieser Plan wurde 2015 aber aufgegeben.
Die Wahlkreise (circonscriptions) waren unverändert zu der Parlamentswahl 2012. Die Wahlkreise sind generell Unterteilungen der Départements, wobei es 2010 die letzte Anpassung an die Bevölkerungsentwicklung gab. Von den 577 Wahlkreisen entfallen 539 auf das europäische Frankreich und 27 auf Überseegebiete, davon 19 auf die fünf Übersee-Départements. Während in den beiden Départements Creuse und Lozère nur ein Wahlkreis besteht, sind es im Département Bouches-du-Rhône mit Marseille und Arles 16 Wahlkreise, im Département im Zentrum von Paris 18 und im Département Nord 21 Wahlkreise. Zu den 566 französischen Wahlkreisen kommen noch elf Auslandswahlkreise.
Die Anzahl der Einwohner pro Wahlkreis schwankt erheblich zwischen 6.079 im Wahlkreis von Saint-Pierre und Miquelon und 157.363 im ersten Auslandswahlkreis (Nordamerika), und auch auf Ebene der departementalen Wahlkreise zwischen 62.082 im zweiten Wahlkreis des Départements Hautes-Alpes um Briançon und 146.866 im sechsten Wahlkreis im Département Seine-Maritime um Dieppe.
Während im europäischen Frankreich am 11. und 18. Juni gewählt wurde, fand die erste Runde in den Auslandswahlkreisen 3 bis 11 bereits am 4. Juni statt, während die zweite Runde ebenfalls am 18. Juni durchgeführt wurde. Wegen der Zeitverschiebung wurde in Französisch-Polynesien und in Amerika (zwei Auslandswahlkreise und zwölf französische Wahlkreise) bereits am 3. und 17. Juni gewählt.

## Ausgangslage
Bei der Parlamentswahl 2012 erhielt die Parti socialiste (PS) des kurz zuvor zum Präsidenten gewählten François Hollande 280 Mandate; sie verpasste knapp die absolute Mehrheit (289 Sitze). Die PS und ihr engster Bündnispartner, die PRG (Parti radical de gauche, 12 Mandate) hatten eine absolute Mehrheit.
Seit dem Jahr 1958 hat ein neugewählter Präsident immer in nachfolgenden Parlamentswahlen eine Mehrheit erreicht, die er zur Umsetzung seiner Politik benötigt. La République en Marche war als erst 2016 gegründete Partei in der Nationalversammlung aber nur durch einige übergetretene Abgeordnete vertreten. Die Kandidaten der beiden am stärksten in der Nationalversammlung vertretenen Parteien, die Parti socialiste (PS) und Les Républicains (LR, neuer Name der UMP), waren beide bereits in der ersten Runde der Präsidentschaftswahl ausgeschieden.

## Parteien und Kandidaten
Für die 577 Wahlkreise (circonscriptions), von denen 11 Auslandswahlkreise und 566 französische Wahlkreise sind, bewarben sich 7.877 Kandidaten (2012: 6.500 Kandidaten; „Rekordwahl“ 2002: 8.444 Kandidaten). Mit 4.536 Männern und 3.341 Frauen wurde dabei die gesetzlich geforderte Parität nicht erfüllt. In den Wahlkreisen traten zwischen drei Kandidaten (in Wallis und Futuna) und 27 Kandidaten (im neunten Auslandswahlkreis Nordwest-Afrika) an.
Die wichtigsten Parteien und Bewegungen bei der Parlamentswahl:

### La France insoumise (FI)
Die von Jean-Luc Mélenchon 2016 gegründete linkssozialistisch-kommunistische Bewegung La France insoumise trat in den meisten Wahlbezirken mit eigenen Kandidaten an. Das Wahlprogramm L’Avenir en commun war identisch mit dem aus der Präsidentschaftswahl, bei der Mélenchon in der ersten Runde 19,6 % der Stimmen erreichen konnte.

### Parti communiste français (PCF)
Die Kommunistische Partei, die Mélenchon bei der Präsidentschaftswahl unterstützt hatte, versuchte vergeblich mit La France insoumise eine Allianz für die Parlamentswahl zu bilden. Sie trat schließlich mit 536 eigenen Kandidaten an. Nur die amtierenden Abgeordneten der PCF, die eine Unterstützungserklärung für Mélenchon abgegeben hatten, hatten keinen direkten Gegenkandidaten von FI.

### Europe Écologie-Les Verts (EELV)
Nach dem Rückzug der EELV-Kandidatur von Yannick Jadot zu Gunsten von Benoît Hamon bei den Präsidentschaftswahlen verzichtete die Parti Socialiste im Gegenzug in 42 Wahlkreisen auf eigene Kandidaten, insbesondere gegenüber den amtierenden grünen Abgeordneten. Insgesamt stellte EELV in 459 Wahlkreisen eigene Kandidaten auf und unterstützte in den anderen Wahlkreisen Kandidaten von PS, PCF oder FI.

### Parti socialiste (PS) und Verbündete
Die Parti socialiste, die Partei des bisherigen Staatspräsidenten François Hollande, trat mit über 400 eigenen Kandidaten an. Die anderen Wahlbezirke wurden für ihre Verbündeten Europe Écologie Les Verts, UDE und Parti radical de gauche reserviert. Gegenüber dem Programm von Benoît Hamon für die Präsidentschaftswahl gab es einige Änderungen, so wurde etwa der Ausstieg aus dem Diesel und der Kernenergie entfernt.

### La République En Marche (LREM) und Mouvement démocrate (MoDem)
Die von dem neu gewählten Präsidenten Emmanuel Macron im Jahr 2016 gegründete sozialliberale Partei En Marche trat mit eigenen Kandidaten an. Nur in 51 Wahlbezirken mit Abgeordneten, die als kooperativ in der Nationalversammlung eingeschätzt wurden, wurden keine eigenen Gegenkandidaten aufgestellt, wie etwa gegen Manuel Valls, Marisol Touraine, Stéphane Le Foll, Myriam El Khomri und George Pau-Langevin (alle Parti socialiste), Sylvia Pinel (PRG), Yves Jégo (UDI) und Franck Riester (LR). Etwas mehr als die Hälfte der Kandidaten kam aus der Zivilgesellschaft ohne bisheriges politisches Amt, darunter Persönlichkeiten wie der Unternehmer Bruno Bonnell, der Mathematiker Cédric Villani und die ehemalige Stierkämpferin Marie Sara. Außerdem waren etwa die Hälfte aller Kandidierenden weiblich. 24 bisherige Abgeordnete der Parti Socialiste traten nun für En Marche an. 80 Wahlbezirke waren für Mitglieder des MoDem von François Bayrou vorgesehen.

### Les Républicains (LR) und Verbündete
Nach dem Ausscheiden von François Fillon in der ersten Runde der Präsidentschaftswahl übernahm bei den konservativen Les Républicains François Baroin die Leitung im Wahlkampf für die Parlamentswahlen. Nachdem in der Regierung unter Emmanuel Macron bereits Premierminister Édouard Philippe sowie zwei Minister aus den Reihen von LR stammen, war das Ziel der Kampagne ein echter Regierungswechsel und eine Cohabitation. 96 Wahlkreise waren für das zentristische Wahlbündnis UDI reserviert.

### Debout la France (DLF)
Die nationalkonservative souveränistische Partei Debout la France trat in den meisten Wahlkreisen an. Nach der Unterstützung von DLF-Kandidat Nicolas Dupont-Aignan für Marine Le Pen bei der zweiten Runde der Präsidentschaftswahl waren ursprünglich Absprachen mit dem Front National für die Parlamentswahlen geplant. Diese kamen letztlich nicht zustande.

### Front National (FN)
Der rechtsextreme Front National trat in allen Wahlkreisen an, knapp die Hälfte aller Kandidaten waren weiblich. Marine Le Pen kandidierte im Wahlkreis Hénin-Beaumont im Département Pas-de-Calais, wo sie in der zweiten Runde der Präsidentschaftswahl mit 60,52 % ihr bestes Ergebnis erzielt hatte.
Marion Maréchal-Le Pen, Nichte von Marine Le Pen, kündigte nach der Präsidentschaftswahl ihren Rückzug aus der Politik an. Sie hatte bis dahin für Ökologie, für eine gewichtigere Rolle der katholischen Kirche im Staat, gegen Homoehe, gegen Abtreibung und gegen den ökonomischen Protektionismus eines Teils der Partei geworben. Bei der Parteibasis und bei vielen Wählern war sie sehr beliebt. Anschließend stand vorerst Florian Philippot im Rampenlicht. Er war Co-Chef der Partei und betonte immer wieder, diese sei „weder rechts noch links“. Philippot steht für vieles, was Maréchal-Le Pen und die Mehrheit der FN-Kader ablehnen. Er ist offen schwul, befürwortet Homoehe und Abtreibung, ist ein Populist, gegen die EU und für soziale Umverteilung. Er fordert einen „ökonomischen Patriotismus“ und den unbedingten, unverhandelbaren Euroaustritt. Philippot drohte mit seinem Rücktritt, sollte der FN von dieser Position abweichen.
Neben Marine Le Pen galt er als der einzige flächendeckend bekannte FN-Funktionär. Im September 2017 verließ Philippot den FN und gründete seine eigene Partei, Les Patriotes.

### Sonstige
Kleinere Parteien, die ebenfalls in mindestens 400 der 577 Wahlbezirke eigene Kandidaten aufstellen ließen:
- Union populaire républicaine (UPR) – EU-skeptisch
- Lutte Ouvrière (LO) – trotzkistisch
- Mouvement 100 % – Bündnis aus Umwelt- und Regionalparteien

## Umfragen
Erste Umfragen zur Parlamentswahl gab es seit Ende April 2017. Zuvor waren nur zu den zuvor abgehaltenen Präsidentschaftswahlen Umfrageergebnisse veröffentlicht worden. Die Prognosen sahen die Möglichkeit einer Mehrheit für die Partei En Marche! des neugewählten Präsidenten Emmanuel Macron. Folgende Prognosen wurden veröffentlicht:
| Quelle        | Datum           | Befragte | LO    | NPA             | FI         | PG         | PCF        | PS     | PRG   | EELV  | LREM  | MoDem | UDI   | LR     | DLF    | FN     | Sonst. |       |      |       |
| ------------- | --------------- | -------- | ----- | --------------- | ---------- | ---------- | ---------- | ------ | ----- | ----- | ----- | ----- | ----- | ------ | ------ | ------ | ------ | ----- | ---- | ----- |
| Quelle        | Datum           | Befragte | Ipsos | 2.–4. Juni 2017 | 1126       | 1 %        | 1 %        | 12,5 % | –     | 2 %   | 8,5 % | 8,5 % | 2,5 % | 29,5 % | 29,5 % | 23 %   | 23 %   | 1,5 % | 17 % | 2,5 % |
| Harris        | 9.–11. Mai 2017 | 941      | 2 %   | 2 %             | 14 %       | –          | 2 %        | 7 %    | 7 %   | 3 %   | 29 %  | 29 %  | 20 %  | 20 %   | 3 %    | 20 %   | –      |       |      |       |
| Harris        | 7. Mai 2017     | 2376     | 1 %   | 1 %             | 13 %       | –          | 2 %        | 8 %    | 8 %   | 3 %   | 26 %  | 26 %  | 22 %  | 22 %   | 3 %    | 22 %   | –      |       |      |       |
| Kantar Sofres | 4.–5. Mai 2017  | 1507     | 2 %   | 2 %             | 15 %       | 15 %       | 1 %        | 9 %    | –     | 3,5 % | 24 %  | 24 %  | 22 %  | 22 %   | 2,5 %  | 21 %   | –      |       |      |       |
| Ifop-Fiducial | 4.–5. Mai 2017  | 1405     | 1 %   | 1 %             | 16 %       | –          | 2 %        | 9 %    | –     | 3 %   | 22 %  | –     | 2,5 % | 20 %   | –      | 20 %   | 3 %    |       |      |       |
|               |                 |          |       |                 |            |            |            |        |       |       |       |       |       |        |        |        |        |       |      |       |
| 2012          | 10. Juni 2012   | —        | 0,5 % | 0,3 %           | 6,9 % (FG) | 6,9 % (FG) | 6,9 % (FG) | 29,4 % | 1,7 % | 5,5 % | –     | 1,8 % | 4,0 % | 27,1 % | 0,6 %  | 13,6 % | 8,6 %  |       |      |       |
|               |                 |          |       |                 |            |            |            |        |       |       |       |       |       |        |        |        |        |       |      |       |

## Ergebnisse
La République En Marche erreichte bei seiner ersten Wahl mit 308 Sitzen direkt die absolute Mehrheit, zusammen mit dem verbündeten Mouvement démocrate, der 40 Sitze dazugewann, verfügt Emmanuel Macron über eine Mehrheit von 350 Sitzen in der Nationalversammlung. Die bisher stärkste Partei, die Parti socialiste, verlor 250 ihrer 280 Mandate und kam nur noch auf 30 Sitze. Auch Les Républicains verloren stark und stellten nun nur noch 112 Vertreter (ein Minus von 82 Sitzen). Zum ersten Mal in die Nationalversammlung einziehen konnten darüber hinaus die Union des démocrates et indépendants und La France insoumise, die mit 18 bzw. 17 Abgeordneten eigene Fraktionen bilden können. Die EÉLV verloren hingegen fast sämtliche ihrer Sitze und verfügten nach der Wahl nur noch über ein Mandat.
Die Wahlbeteiligung lag mit 48,7 Prozent in der ersten Runde und 42,6 Prozent in der zweiten Runde auf einem historischen Tiefstand.
| Listen                                              | 1. Wahlgang | 1. Wahlgang | 1. Wahlgang | 2. Wahlgang | 2. Wahlgang | 2. Wahlgang | Mandate Gesamt |
| Listen                                              | Stimmen     | %           | Mandate     | Stimmen     | %           | Mandate     | Mandate Gesamt |
| --------------------------------------------------- | ----------- | ----------- | ----------- | ----------- | ----------- | ----------- | -------------- |
| REM – La République En Marche                       | 6.391.269   | 28,2        | 2           | 7.826.245   | 43,1        | 306         | 308            |
| LR – Les Républicains                               | 3.573.427   | 15,8        | 0           | 4.040.203   | 22,2        | 112         | 112            |
| MDM – Mouvement démocrate                           | 932.227     | 4,1         | 0           | 1.100.656   | 6,1         | 42          | 42             |
| SOC – Parti socialiste (PS)                         | 1.685.677   | 7,4         | 0           | 1.032.842   | 5,7         | 30          | 30             |
| UDI – Union des démocrates et indépendants          | 687.225     | 3,0         | 1           | 551.784     | 3,0         | 17          | 18             |
| FI – La France insoumise                            | 2.497.622   | 11,0        | 0           | 883.573     | 4,9         | 17          | 17             |
| DVG – Divers gauche                                 | 362.281     | 1,6         | 1           | 263.488     | 1,4         | 11          | 12             |
| COM – Parti communiste français (PCF)               | 615.487     | 2,7         | 0           | 217.833     | 1,2         | 10          | 10             |
| FN – Front National                                 | 2.990.454   | 13,2        | 0           | 1.590.869   | 8,8         | 8           | 8              |
| DVD – Divers droite                                 | 625.345     | 2,8         | 0           | 306.074     | 1,7         | 6           | 6              |
| REG – Régionaliste                                  | 204.049     | 0,9         | 0           | 137.490     | 0,8         | 5           | 5              |
| DIV – Divers                                        | 500.309     | 2,2         | 0           | 100.574     | 0,6         | 3           | 3              |
| RDG – Parti radical de gauche                       | 106.311     | 0,5         | 0           | 64.860      | 0,4         | 3           | 3              |
| ECO – Écologistes (inkl. Europe Écologie-Les Verts) | 973.527     | 4,3         | 0           | 23.197      | 0,1         | 1           | 1              |
| DLF – Debout la France                              | 265.420     | 1,2         | 0           | 17.344      | 0,1         | 1           | 1              |
| EXD – Extrême droite                                | 68.320      | 0,3         | 0           | 19.034      | 0,1         | 1           | 1              |
| EXG – Extrême gauche (Extreme Linke)                | 175.214     | 0,8         | 0           | –           | –           | 0           | 0              |
| Gesamt                                              | 22.654.164  | 100         | 4           | 18.176.066  | 100         | 573         | 577            |
|                                                     |             |             |             |             |             |             |                |
| Leere Stimmzettel                                   | 357.018     | 1,5         |             | 1.409.784   | 7,0         |             |                |
| Ungültige Stimmzettel                               | 156.326     | 0,7         |             | 578.765     | 2,9         |             |                |
| Wähler                                              | 23.167.508  | 48,7        |             | 20.164.615  | 42,6        |             |                |
| Wahlberechtigte                                     | 47.570.988  |             |             | 47.293.103  |             |             |                |
|                                                     |             |             |             |             |             |             |                |
| Quelle: Französisches Innenministerium              |             |             |             |             |             |             |                |

### Erster Wahlgang

Karte der Wahlkreise und Darstellung der politischen Zugehörigkeit des Kandidaten, der im ersten Wahlgang die meisten Stimmen erhalten hat

Karte der Wahlkreise und der im ersten Wahlgang gewählten Bewerber

Wegen der geringen Wahlbeteiligung erhielten bei dieser Wahl nur vier Kandidaten in der ersten Runde eine absolute Stimmenmehrheit und mindestens 25 % der Stimmen aller Wahlberechtigten. Sie waren damit direkt gewählt (2012 waren dies noch 36).
| Name             | Partei | Partei | Wahlkreis         | Stimmen in % |
| ---------------- | ------ | ------ | ----------------- | ------------ |
| Stéphane Demilly |        | UDI    | Somme 5           | 53,77        |
| Sylvain Maillard |        | LREM   | Paris 1           | 50,80        |
| Paul Molac       |        | LREM   | Morbihan 4        | 54,00        |
| Napole Polutélé  |        | DVG    | Wallis und Futuna | 50,24        |

In allen übrigen 573 Wahlkreisen wurde ein zweiter Wahlgang notwendig. Im 2. Wahlkreis des Départements Aveyron trat nur die Kandidatin von LREM, Anne Blanc, an, die im ersten Wahlgang 38,8 % der Stimmen bekam, da der Gegenkandidat für den zweiten Wahlgang, André At von Les Républicains (20,2 % im ersten Wahlgang), verzichtet hatte.
Aufgrund der geringen Wahlbeteiligung konnten sich nur in einem einzigen Wahlkreis drei Kandidaten für den zweiten Wahlgang qualifizieren: Im ersten Wahlkreis im Département Aube standen sich Kandidaten von LREM (29,9 % im ersten Wahlgang), Les Républicains (25,7 %) und des Front national (24,9 %) gegenüber. In allen anderen 571 Wahlkreisen kam es zu einem Duell.
Bereits im ersten Wahlgang schieden zahlreiche langjährige Politiker aus dem Parlament aus. Zu den bekannten Politikern gehören von der Parti socialiste der Vorsitzende Jean-Christophe Cambadélis, die ehemaligen Minister Matthias Fekl, Aurélie Filippetti und Élisabeth Guigou sowie der Präsidentschaftskandidat Benoît Hamon.

### Zweiter Wahlgang

Karte der Wahlkreise und Darstellung der politischen Zugehörigkeit des Kandidaten, der im zweiten Wahlgang die meisten Stimmen erhalten hat

Von den vormaligen Abgeordneten der Nationalversammlung waren 216 nicht wieder angetreten. Von den 361 Abgeordneten, die sich erneut zur Wahl gestellt haben, waren 136 bereits im ersten Wahlgang ausgeschieden, 82 wurden im zweiten Wahlgang geschlagen, und nur 143 wurden wiedergewählt. Damit sind 434 Abgeordnete (75,2 %) neu in die Nationalversammlung eingezogen. Dies ist die höchste Rate an Neuzugängen in der gesamten fünften Republik, also seit 1958, die selbst höher ist als bei der ersten Wahl in der fünften Republik (1958 wurden 310 neue Abgeordnete gewählt, im Vergleich zur letzten Nationalversammlung der vierten Republik).
Gleichzeitig sitzen in der neuen Nationalversammlung so viele Frauen wie noch nie, es sind 223 Abgeordnete (38,6 %, im Vergleich 2012 = 26,9 % und 1958 nur 1,4 %). Dabei hat En marche sein Ziel der Parität mit 47 % fast erreicht, vor MoDem mit 46 % und La France insoumise mit 41 %, während die Sozialisten 38 %, der Front National 25 %, die Republikaner 23 %, die Kommunisten 20 % und die UDI 17 % Frauen in ihren Rängen aufweisen.
Das Durchschnittsalter ist im Vergleich zum Beginn der vorherigen Legislaturperiode 2012 von 54 Jahre auf 48,6 Jahre gefallen, wobei La France Insoumise mit durchschnittlich 43,3 Jahren und En marche mit durchschnittlich 45,5 Jahren das jüngste Durchschnittsalter aufweisen, und UDI mit durchschnittlich 56,5 Jahren den höchsten Altersdurchschnitt hat.
Vier Kandidaten der Präsidentschaftswahl 2017 gewannen den zweiten Wahlgang in ihrem Wahlbezirk: Nicolas Dupont-Aignan und Jean Lassalle konnten so ihre Sitze verteidigen, Marine Le Pen und Jean-Luc Mélenchon wurden neu in die Nationalversammlung gewählt.